# Iván Márquez
Iván Ilitch Márquez Sánchez (ur. 4 października 1981 roku w Caracas) – wenezuelski siatkarz, grający na pozycji środkowego.

## Sukcesy klubowe
Mistrzostwo Argentyny:
- 2003
- 2013

Mistrzostwa Hiszpanii:
- 2004

Superpuchar Belgii:
- 2004, 2005

Puchar Belgii:
- 2005, 2006

Mistrzostwo Belgii:
- 2005, 2006, 2007

Mistrzostwo Grecji:
- 2009
- 2008

Puchar Grecji:
- 2009

Mistrzostwa Rumunii:
- 2016

Mistrzostwo Portugalii:
- 2018

## Sukcesy reprezentacyjne
Mistrzostwa Świata Juniorów:
- 2001

Igrzyska Panamerykańskie:
- 2003

Puchar Ameryki:
- 2008

Igrzyska Ameryki Środkowej i Karaibów:
- 2010

Puchar Panamerykański:
- 2015

## Nagrody indywidualne
- 2010: Najlepszy serwujący Igrzysk Ameryki Środkowej i Karaibów
- 2012: Najlepszy atakujący ligi argentyńskiej w sezonie 2011/2012
- 2015: Najlepszy środkowy Kontynentalnych kwalifikacji do Letnich Igrzysk Olimpijskich w Rio de Janeiro